# ثابت البطل
ثابت البطل (16 سبتمبر 1953 - 14 فبراير 2005)، أحد أشهر حراس المرمى في كرة القدم المصرية.
ولد في 16 سبتمبر 1953م في مدينة الحوامدية اقترن اسمة بكثير من الإنجازات كحارس مرمى ومديرا للكرة لنادى الاهلي المصري بعد اعتزاله عام 1991. من أشهر انجازاته مساهمته مع المنتخب المصري لكرة القدم في الفوز ببطولة كأس الأمم الأفريقية عام 1986 في القاهرة، والفوز مع ناديه الاهلي المصري الذي قضى معه 17 موسم كحارس مرمى بعدد كبير من بطولات الدوري والكأس. كان ضمن قائمة منتخب مصر المشارك في كأس العالم 1990 في إيطاليا، إلا أنه لم يلعب في أية مباراة.

## وفاته
توفى في فجر الإثنين 14 فبراير 2005 في القاهرة متأثراً بمرض سرطان البنكرياس.

## روابط خارجية
- ثابت البطل على موقع الاتحاد الدولي (مؤرشف)  (الإنجليزية)
- ثابت البطل على موقع قاعدة بيانات كرة القدم.إي يو (الإنجليزية)
- ثابت البطل على موقع ناشيونال فوتبول تيمز (الإنجليزية)
- ثابت البطل على موقع Soccerway.com (الإنجليزية)